# هربرت سیسیل دانکن
هربرت سیسیل دانکن (انگلیسی: Herbert Cecil Duncan; ۱۹ اوت ۱۸۹۵ – ۲۰ ژانویهٔ ۱۹۴۲) فرد نظامی اهل بریتانیا بود.